# Potamogeton × zizii
Potamogeton x zizii é uma espécie de planta com flor pertencente à família Potamogetonaceae. 
A autoridade científica da espécie é Roth, tendo sido publicada em Enumeratio Plantarum Phaenogamarum in Germania 1(1): 531. 1827.

## Portugal
Trata-se de uma espécie presente no território português, nomeadamente em Portugal Continental.
Em termos de naturalidade é nativa da região atrás indicada.

## Protecção
Não se encontra protegida por legislação portuguesa ou da Comunidade Europeia.